# Jahangir
Jahangir, nome imperial de Nur-ud-din Mohammad Salim (Fatehpur Sikri, 31 de agosto de 1569 – Rajauri, 28 de outubro de 1627), foi o governante do Império Mogol entre os anos de 1605 e 1627. O nome Jahangir, em língua persa, significa conquistador ou dominador do mundo.

## Vida
Ele nasceu como príncipe Muhamand Salim em 30 de agosto de 1569, o único filho do imperador Akbar que atingiu a idade adulta. Sua mãe era a princesa Amber Jodhabai. O imperador Akbar, o Grande, certificou-se de que seu filho recebesse a melhor educação possível. Salim iniciou seus estudos aos quatro anos de idade, aprendendo com importantes tutores como Abdur Rahim Khan-i-Kkanan em persa, árabe, turco e urdu, além de história, geografia, aritmética e outras ciências.
Ele se casou com Man Bai (filha de Bhagwan) em 13 de fevereiro de 1585. Mais tarde, ele foi autorizado a se casar com mulheres diferentes de famílias aristocráticas (Mughal e Rajput). Uma de suas esposas favoritas era a princesa Rajput, que deu à luz o príncipe Khurram, sucessor de Jahangir, que reinou com o nome de Sha Jahan. Ele teve um total de vinte esposas, sendo a última Mehr-un-nisa, com quem se casou em maio de 1611.
Jahangir iniciou uma revolta para usurpar o trono de seu pai, Akbar, em 1599, mas não conseguiu reinar até 3 de novembro de 1605, oito dias após sua morte. Jahangir ascendeu ao trono com o título de Nuruddin Muhammad Jahangir Ghazi, iniciando um reinado de 22 anos aos 36 anos. Ao acessar o trono teve que defender o poder contra o próprio filho, derrotando-o em 1606 ; Ele foi confinado em um forte em Agra e posteriormente punido por Jahangir, cegando-o. Porém, o amor do pai o levou a procurar os melhores médicos, que conseguiram salvar um olho.
O reinado começou com muitos atos que lhe renderam o favor popular. Ele libertou prisioneiros de guerra, deu anistia a muitos de seus oponentes, jurou proteger o Islã, etc. Ele também colocou uma "Corrente de Justiça de Ouro", que estava amarrada a sessenta sinos, de forma que qualquer um pudesse tocar os sinos e receber uma audiência com o imperador.
Viveu rodeado de confortos e mergulhou no alcoolismo ; ele podia ser visto dia e noite com uma taça de vinho na mão. Foi um grande escritor, amante da natureza, dedicando-se a descrever a flora e a fauna de seu reino em sua biografia. Ele também era um colecionador de arte, hoje muitas de suas pinturas podem ser vistas em museus.
Jahangir era suscetível a ser manipulado, então sua esposa Nur Jehan era a governante do império das sombras. Foi durante o reinado de Jahangir que os britânicos receberam permissão formal para negociar no Império Mughal.
O imperador morreu em 1627, sendo sepultado em Shahdara, Paquistão. Seu terceiro filho, Khurram foi quem continuou o reinado, assumindo o título de Sha Jahan.
Tumba de Jahangir de Jahangir em Shahdara Bagh, um subúrbio de Lahore
A tumba de Jahangir — erguida em 1627-1637 supervisionada por sua esposa Nur Jehan — fica em Shahdara Bagh, um subúrbio de Lahore, na província de Punjab, Paquistão; É uma grande atração turística da cidade.